# Zedea
Zedea (in armeno Զեդեա?) è un comune di 167 abitanti (2001) della Provincia di Vayots Dzor in Armenia.